# J.H. Mansa
Jacob Henrik Mansa (født 8. juni 1797 i Hillerød, død 5. juni 1885 i København) var en dansk officer, litograf og korttegner, broder til Frederik Vilhelm Mansa.
Mansa blev 1815 sekondløjtnant i Kronens Regiment, 1826 premierløjtnant samt 1839 kaptajn, mens han fra 1831 til 1842, hvilket år han afgik fra Hæren på grund af reduktionen, var lærer i skrivning ved Landkadetakademiet. Han togs atter til tjeneste 1848 og ansattes ved overkommandoen som leder af de topografiske arbejder, så han 1849 fik rang af major, 1851 blev han oberstløjtnant og i 1869 fik han et afskedspatent som oberst.
Mansa, der havde meget anlæg for kalligrafi og tegning, knyttedes 1820 til Det kongelige Stentrykkeri under J.N.B. Abrahamson som direktør og udviklede sig her til en også uden for Danmark højt anset litograf. Medens instituttet ophævedes 1843, begyndte Mansa alt 1837 selvstændig på sine store kortarbejder, der navnlig hviler på matrikelmålingen i 1:4000 og personlige rekognosceringer.
1851 afsluttedes 1. udgave af "specialkortene" over Danmark, 16 blade i 1:160000, og da de udmærkede sig ved et overordentlig smagfuldt udseende, en høj grad af overskuelighed (pga. de anvendte signaturer) og en sjælden fasthed i tegningen, vandt disse kort snart en stor udbredelse. 2. udgave, omarbejdet og forøget med Bornholm i 1:80000, udkom således 1853—64, og den var om muligt endnu smukkere og stilfuldere end den første.
Foruden disse "specialkort" blev der i 1851 udgivet kort over Als i 1:80000, generalkort over Sjælland, Lolland og Falster i to blade 1:240000 (1866—76), over Jylland i to blade i 1:320000 (1866), over Fyn i 1:240000 (1867), kort over Skåne i 4 blade i 1:200000 (1871), generalkort over Danmark i 2 Blade i 1:520000 (1875) og endelig skolekort over Danmark i 2 blade i 1:480000 (1878), hvilke kort haft stor betydning og længe stod som mønstre.